# معرض فارنبرة للطيران

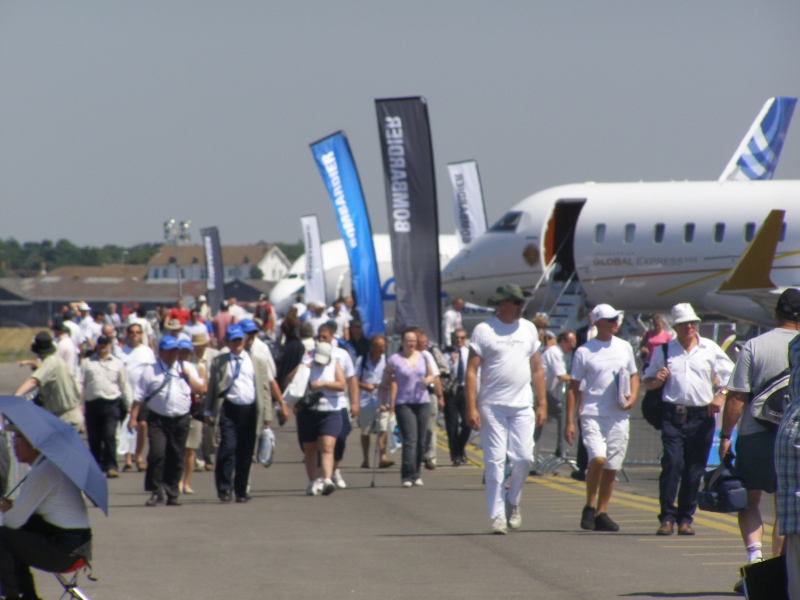
طائرات في عرض ثابت في معرض فارنبورو 2006

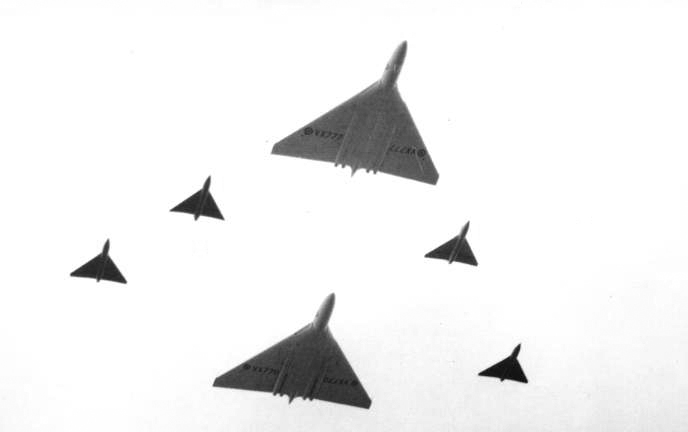
طائرة أفرو فولكان وأفرو 707 في معرض فارنبره للطيران 1953

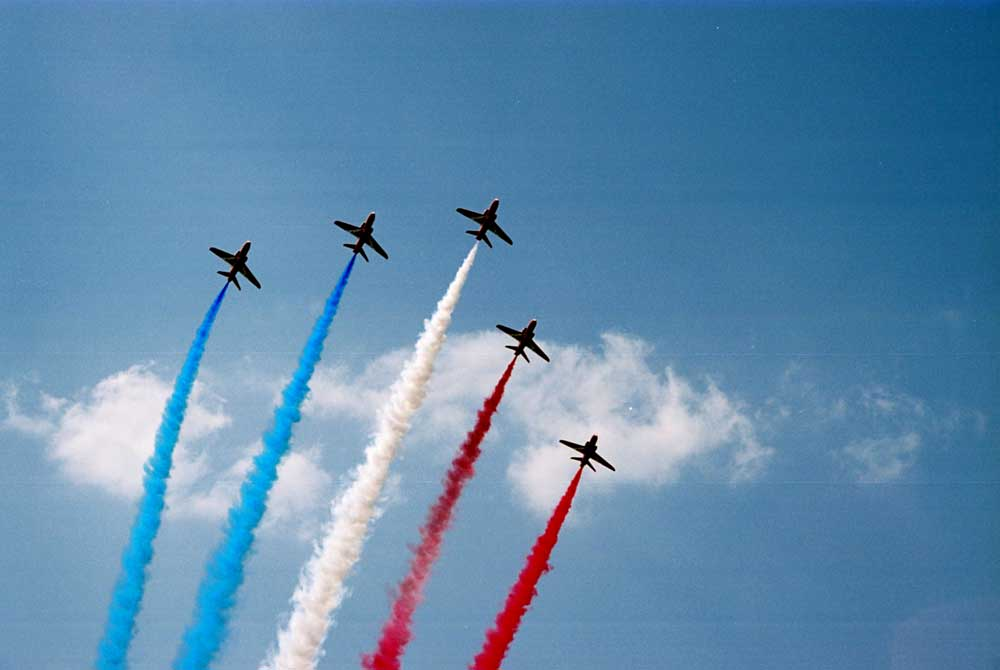
فريق السهام الحمراء في تشكيل في فارنبورو في عام 2006

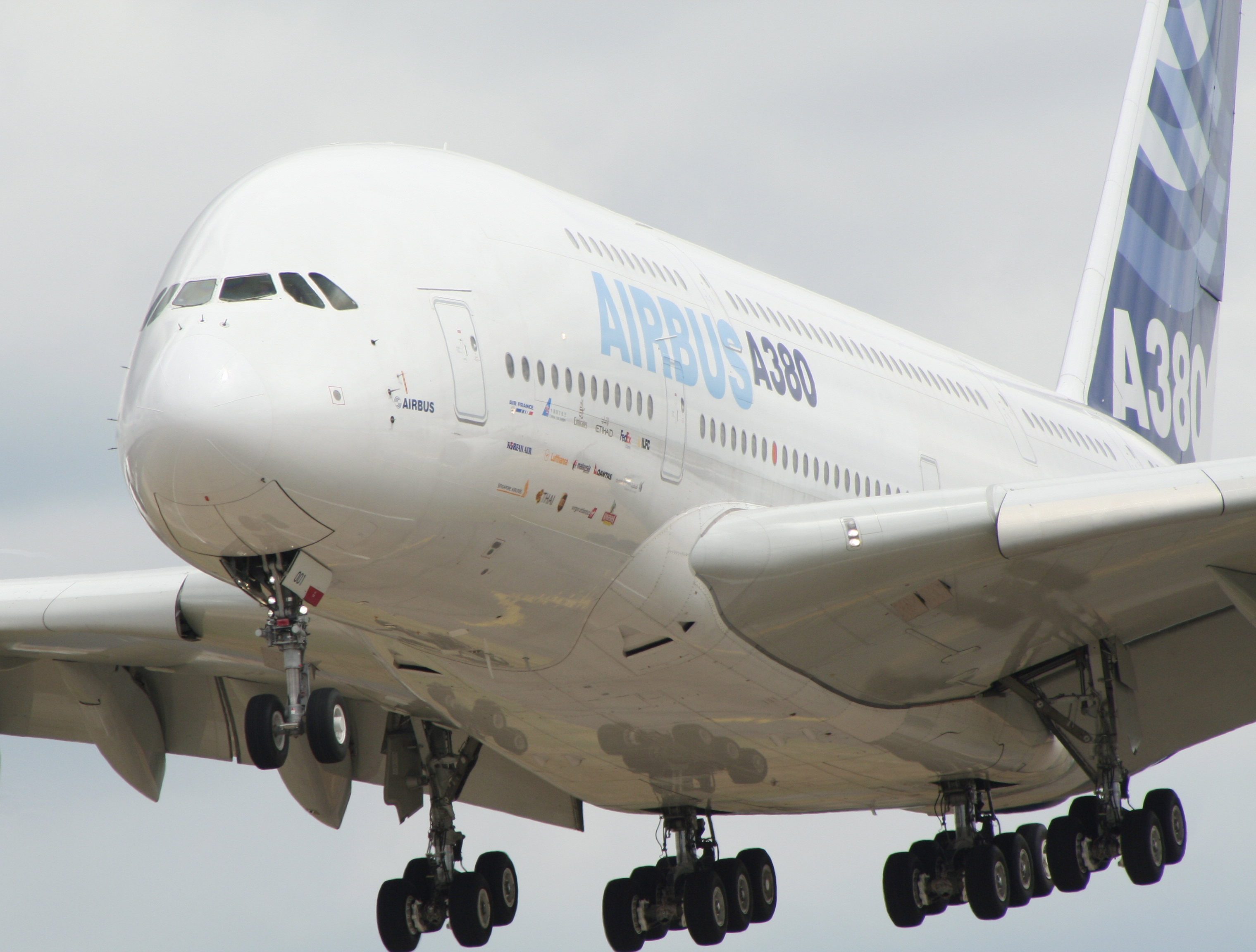
إيرباص إيه 380, في معرض فارنبره في عام 2006

معرض فارنبرة الدولي للطيران (بالإنجليزية: Farnborough Airshow) هو حدث يعقد لمدة أسبوع واحد، في المملكة المتحدة, ويجمع بين المعرض التجاري الرئيسي للفضاء والصناعات الدفاعية مع عروض طيران مفتوحة أمام الجمهور. والأيام الخمسة الأولى (من الاثنين إلى الجمعة) هي مخصصة حصرا للتجارة، واليومين الأخيرين مفتوحة للجمهور.

## المواعيد
- عقد المعرض الأول في فارنبورو بين 7 و 12 سبتمبر عام 1948.
- كان معرض 2010 (19-25 يوليو 2010) هو النسخة 47 لمعرض فارنبورو الجوي.
- أجري معرض فارنبورو الجوي 2012 من 09-15 يوليو 2012.[2] ومن المقرر المعرض الجوى المقبل ل 14-20 يوليو 2014.